# Agua Fría, Guanajuato
Agua Fría är en ort i Mexiko.   Den ligger i kommunen Victoria och delstaten Guanajuato, i den centrala delen av landet, 260 km norr om huvudstaden Mexico City. Agua Fría ligger 1 071 meter över havet och antalet invånare är 109.
Terrängen runt Agua Fría är huvudsakligen kuperad. Agua Fría ligger nere i en dal. Runt Agua Fría är det glesbefolkat, med 13 invånare per kvadratkilometer. Närmaste större samhälle är Guadalupe, 19,2 km sydost om Agua Fría. I omgivningarna runt Agua Fría växer huvudsakligen savannskog.